# Moúdros
Moúdros (en grec moderne : Μούδρος) est une localité située sur l'île grecque de Lemnos.
L'amiral de la flotte grec de l'Égée, Pávlos Koundouriótis, après avoir pris Lemnos le 8 octobre 1912, s'installa à Moúdros pour les opérations de sécurité du golfe, avec deux victoires navales, à Elli le 3 décembre 1912, et à Lemnos le 5 janvier 1913, ce qui renforça la domination grecque dans l'archipel.  
Lors de la Première Guerre mondiale, les Alliés employèrent également Lemnos comme base de leurs opérations militaires contre les Ottomans. C'est ainsi que se trouve à Moúdros un cimetière allié. Dotée d'un large golfe, Lemnos était d'une grande utilité pour les militaires lors de guerre.  
Le nord de la municipalité est très marécageux : on y trouve de nombreux lacs, dont un lac salé. Cette zone marécageuse est un lieu de rendez-vous important pour les oiseaux migrateurs. 

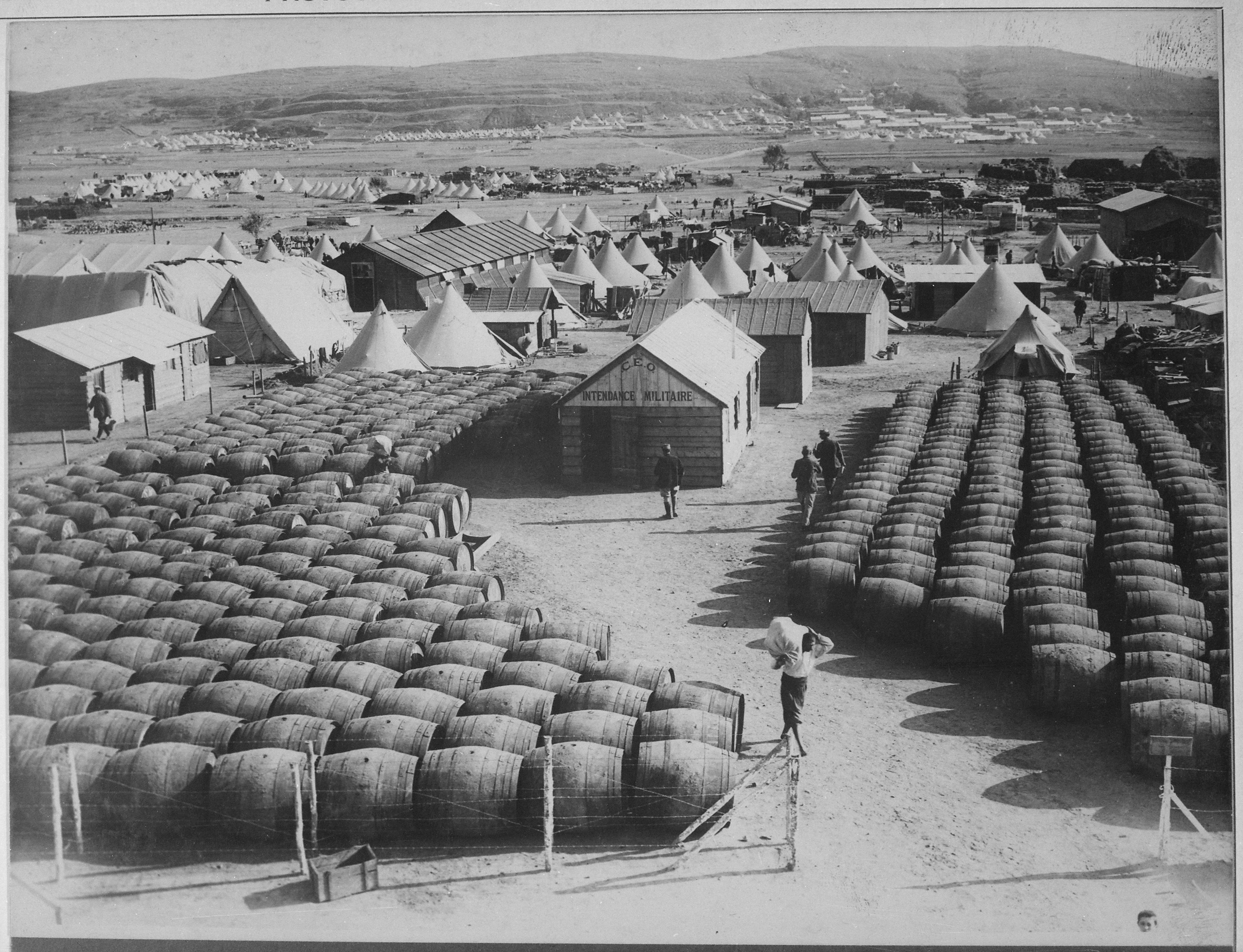
Stockage du vin à Moúdros, lors de la Première Guerre mondiale pour l'armée française d'Orient.